# Mónica Maccise Duayhe
Mónica Maccise Duayhe (Ciudad de México, 11 de junio de 1976) es una académica, jurista, politóloga, socióloga y funcionaria mexicana especializada en derechos humanos e igualdad de género. Se desempeñó como presidenta del Consejo Nacional para Prevenir la Discriminación de 2019 a 2020 durante la presidencia de Andrés Manuel López Obrador.

## Cargos públicos
En el 2008 fungió como directora de Desarrollo Institucional en el Centro de Derechos Humanos Miguel Agustín Pro Juárez. Se desempeñó como directora de Análisis Ingreso-Gasto en la Secretaría de Finanzas del Gobierno del entonces llamado Distrito Federal. 
De 2008 a 2015 fue titular de la Unidad de Igualdad de Género de la Suprema Corte de Justicia de la Nación (SCJN).
En 2016 fue nombrada secretaria ejecutiva del Instituto Nacional para las Mujeres (INMUJERES). Entre otros cargos que ha tenido se encuentran el de ser titular de la Unidad Técnica de Igualdad de Género y No Discriminación del Instituto Nacional Electoral (INE). Esta titularidad la tuvo entre 2016 y 2019 y entre otras cosas impulsó acciones afirmativas, cuotas a favor de personas indígenas y los Protocolos para la Inclusión de las Personas con Discapacidad como funcionarios de mesas directivas de casillas.
El 18 de junio de 2020 Maccise Duayhe renunció a su cargo en el CONAPRED y el presidente Andrés Manuel López Obrador anunció que propondría a una mujer representante de los pueblos indígenas para dirigirlo.

## Formación y desarrollo académico
Maccise Duayhe estudió la Licenciatura en Ciencia Política en el ITAM, es maestra en sociología política por el Instituto de Investigaciones Sociales de la Universidad Nacional Autónoma de México y por el Instituto de Investigaciones Dr. José María Luis Mora, además cuenta con una especialidad en sociopsicoanálisis y es especialista en estudios de género y no discriminación. Ha sido investigadora en el Instituto de Investigaciones Jurídicas de la UNAM. En este espacio coordinó diversos proyectos de investigación sobre personas y grupos en situación de vulnerabilidad.
Es la autora de El Derecho a cuestionar el Derecho: la teoría democrática de Claude Lefort  y coeditora de la serie Género, Derecho y Justicia, que editó títulos como Las mujeres en los conflictos armados: el papel del derecho internacional humanitario. También es una de las investigadoras principales del estudio La diversidad sexual y los retos de la igualdad y la inclusión publicado en 2007 por el CONAPRED.

## Controversias
El 17 de junio de 2020, el CONAPRED anunció que llevaría a cabo un foro sobre racismo y clasismo en México. Entre los invitados estaba el cómico y youtuber Chumel Torres. El anuncio de la inclusión de Torres en el foro generó críticas de usuarios de redes sociales, pues fue acusado de haber realizado comentarios sexistas, racistas y clasistas. Como resultado de esta controversia, Beatriz Gutiérrez Müller, esposa del presidente de México Andrés Manuel López Obrador, exigió a Torres una disculpa pública, afirmando que había proferido un insulto racista a su hijo menor de edad. Tras el escándalo, el foro se canceló y el presidente López Obrador indicó que sugeriría desaparecer dicho consejo y pasar sus funciones a la secretaría de Gobernación.